# Breitenreuth
Breitenreuth ist ein Gemeindeteil der Gemeinde Guttenberg im Landkreis Kulmbach (Oberfranken, Bayern). Breitenreuth liegt in der Gemarkung Guttenberg.

## Geografie
Das Gut Breitenreuth bildet mit Maierhof im Westen eine geschlossene Siedlung. Diese liegt im Tal des Mühlwiesbaches. Im Osten steigt das Gelände zu einer bewaldeten Anhöhe (644 m ü. NHN) des Frankenwaldes an. Eine Gemeindeverbindungsstraße führt nach Buch (0,6 km nordöstlich) bzw. zur Kreisstraße KU 13 bei Guttenberg (0,8 km südwestlich).

## Geschichte
Der Ort wurde 1427 als „Praitenreut“ erstmals urkundlich erwähnt.
Gegen Ende des 18. Jahrhunderts bestand Breitenreuth aus einem Schloss mit Bräuhaus und Schäferei mit mehreren Wohnungen. Das Hochgericht übte das Burggericht Guttenberg aus. Es hatte ggf. an das bambergische Centamt Marktschorgast auszuliefern. Die Grundherrschaft oblag dem Burggericht Guttenberg.
Mit dem Gemeindeedikt wurde Breitenreuth dem 1812 gebildeten Steuerdistrikt Guttenberg und der im selben Jahr gebildeten Gemeinde Guttenberg zugewiesen.

### Baudenkmäler
- Haus Nr. 1: Herrenhaus
- Haus Nr. 2 und 3: Ehemaliges Ökonomiegebäude, ehemaliges Bräuhaus mit Scheune

### Einwohnerentwicklung
| Jahr      | 001818 | 001819 | 001861 | 001871 | 001885 | 001900 | 001925 | 001950 | 001961 | 001970 | 001987 |
| Einwohner |        | 20     | 13     | 19     | 18     | 13     | 10     | 27     | 22     | 10     | 4      |
| Häuser    | 3      |        |        |        | 2      | 1      | 2      | 1      | 2      |        | 1      |
| Quelle    | [ 8 ]  | [ 10 ] | [ 11 ] | [ 12 ] | [ 13 ] | [ 14 ] | [ 15 ] | [ 16 ] | [ 17 ] | [ 18 ] | [ 1 ]  |

## Religion
Breitenreuth ist seit der Reformation gemischt konfessionell. Die Katholiken sind nach St. Jakobus der Jüngere (Guttenberg) gepfarrt, die Protestanten nach St. Georg (Guttenberg).